# Gerhard Frank (Fußballspieler)
Gerhard Frank (* 14. Oktober 1923) ist ein ehemaliger deutscher Fußballspieler, der 1952/53 für die BSG Motor Jena in der DDR-Oberliga, der höchsten Spielklasse im DDR-Fußball, aktiv war.

## Sportliche Laufbahn
Bis 1951 spielte Gerhard Frank mit der Betriebssportgemeinschaft (BSG) Motor Gotha in der drittklassigen Landesklasse Thüringen. Mit Beginn der Saison 1951/52 wechselte er zur BSG Motor Jena in die zweitklassigen DDR-Liga. Dort wurde er sofort als Stürmer Stammspieler, bestritt 21 der 22 Ligaspiele und wurde mit 13 Treffern Torschützenkönig der Jenaer. Diese stiegen am Saisonende in die DDR-Oberliga auf. Auch in der Oberligasaison 1952/53 gehörte Frank mit seinen 27 Einsätzen in 32 Punktspielen sowie mit acht Toren zum Spielerstamm. Motor Jena schaffte nicht den Klassenerhalt und spielte 1953/54 wieder in der DDR-Liga. Der knapp 30-jährige Frank absolvierte zunächst noch die ersten sieben Ligaspiele, danach wurde er nicht mehr eingesetzt. Nach dem Saisonende trat er als Leistungsfußballer zurück. In seinen drei Spielzeiten im höherklassigen Fußball war er auf 27 Oberligaspiele (8 Tore) und 28 DDR-Liga-Spiele (17 Tore) gekommen.